# 26 juillet aux Jeux olympiques d'été de 2012
Pour un article plus général, voir Jeux olympiques d'été de 2012.
Le jeudi 26 juillet aux Jeux olympiques d'été de 2012 est le deuxième jour de compétition. Ce jour se déroule un jour avant l'ouverture officielle des Jeux olympiques.

## Programme
| Heure UTC+1 (Londres)                         |               |
| bleu                                          | Cérémonie     |
| neutre                                        | Épreuve       |
| or                                            | Finale        |
| orange                                        | Petite finale |
| rose                                          | Reporté       |
| gris                                          | Annulé        |
| Compétition masculine                         | Hommes        |
| Compétition féminine                          | Femmes        |
| Compétition mixte (hommes et femmes mélangés) | Mixte         |
| Compétition en couple (1 homme et 1 femme)    | Couple        |
| modifier                                      |               |

| Horaire | Discipline Spécialité | Discipline Spécialité     | Discipline Spécialité | Phase                      | Résultats                          | Références |
| ------- | --------------------- | ------------------------- | --------------------- | -------------------------- | ---------------------------------- | ---------- |
| 12 h 00 |                       | Football Tournoi masculin | Compétition hommes    | Tour Préliminaire Groupe D | Honduras 2 - 2 Maroc               | ,          |
| 14 h 30 |                       | Football Tournoi masculin | Compétition hommes    | Tour Préliminaire Groupe B | Mexique 0 - 0 Corée du sud         | ,          |
| 14 h 45 |                       | Football Tournoi masculin | Compétition hommes    | Tour Préliminaire Groupe D | Espagne 0 - 1 Japon                | ,          |
| 17 h 00 |                       | Football Tournoi masculin | Compétition hommes    | Tour Préliminaire Groupe A | Émirats arabes unis 1 - 2 Uruguay  | ,          |
| 17 h 15 |                       | Football Tournoi masculin | Compétition hommes    | Tour Préliminaire Groupe B | Gabon 1 - 1 Suisse                 | ,          |
| 19 h 45 |                       | Football Tournoi masculin | Compétition hommes    | Tour Préliminaire Groupe C | Égypte 2 - 3 Brésil                | ,          |
| 19 h 45 |                       | Football Tournoi masculin | Compétition hommes    | Tour Préliminaire Groupe C | Biélorussie 1 - 0 Nouvelle-Zélande | [ 16 ]     |
| 20 h 00 |                       | Football Tournoi masculin | Compétition hommes    | Tour Préliminaire Groupe A | Grande-Bretagne 1 - 1 Sénégal      | ,          |